# Кэйдзё ниппо
Кэйдзё ниппо (яп. 京城日報 Кэйдзё: ниппо:, буквально «Ежедневная газета Кэйдзё») — газета, выходившая в Корее с 1906 по 1945 год. Основана по указу генерал-резидента Кореи Ито Хиробуми в 1906 году под названием «Кандзё ниппо». Выходила на японском языке. После аннексии Кореи Японией получила название «Кэйдзё ниппо» и наряду с газетой «Мэиль синбо» (кор. 매일신보) являлась одним из печатных органов генерал-губернаторства.
В октябре 1945 года, через несколько месяцев после получения Кореей независимости, «Кэйдзё ниппо» прекратила своё существование.